# Sportjahr 1946
Liste der Sportjahre

◄◄ | ◄ | 1942 | 1943 | 1944 | 1945 | Sportjahr 1946 | 1947 | 1948 | 1949 | 1950 | ► | ►►

Weitere Ereignisse

## Badminton
Höhepunkte des Badmintonjahres 1946 waren die Denmark Open und die French Open. Der nationale und auch internationale Spielbetrieb wurde in mehreren Ländern wieder aufgenommen.

### Internationale Veranstaltungen
| Veranstaltung | Herreneinzel   | Dameneinzel   | Herrendoppel                   | Damendoppel                    | Mixed                         |
| ------------- | -------------- | ------------- | ------------------------------ | ------------------------------ | ----------------------------- |
| Denmark Open  | Conny Jepsen   | Tonny Ahm     | Preben Dabelsteen Jørn Skaarup | Tonny Ahm Kirsten Thorndahl    | Tage Madsen Kirsten Thorndahl |
| French Open   | Henri Pellizza | Jean Bardsley | Michel Marret Henri Pellizza   | Yvonne Girard Madeleine Girard | Yves Baudoin Yvonne Girard    |

### Nationale Meisterschaften
| Veranstaltung | Herreneinzel  | Dameneinzel    | Herrendoppel                   | Damendoppel                     | Mixed                         |
| ------------- | ------------- | -------------- | ------------------------------ | ------------------------------- | ----------------------------- |
| Dänemark      | Tage Madsen   | Tonny Olsen    | Jørn Skaarup Preben Dabelsteen | Agnete Friis Tonny Olsen        | Tage Madsen Kirsten Thorndahl |
| Indien        | Prakash Nath  | Mumtaj Chinoy  | George Lewis Devinder Mohan    | Frenee Talyarkhan Mumtaj Chinoy | Prakash Nath Sunder Deodhar   |
| Schweden      | Helge Paulsen | Amy Pettersson | Nils Jonson Lars Carlsson      | Thyra Hedvall Märtha Sköld      | Nils Jonson Kerstin Bergström |

## Leichtathletik
- 31. März – Josef Doležal, Tschechoslowakei, ging im 50.000-Meter-Gehen der Herren in 4:23:40 h.
- 8. Juli – Bob Fitch, USA, erreichte im Diskuswurf der Herren 54,93 m.
- 10. August – John Mikaelsson, Schweden, ging im 20.000-Meter-Gehen der Herren in 1:31:44 h.
- 13. Oktober – Adolfo Consolini, Italien, erreichte im Diskuswurf der Herren 54,23 m.

## Geboren

### Januar
- 01. Januar: Wiktor Polupanow, sowjetisch-russischer Eishockeyspieler und Olympiasieger

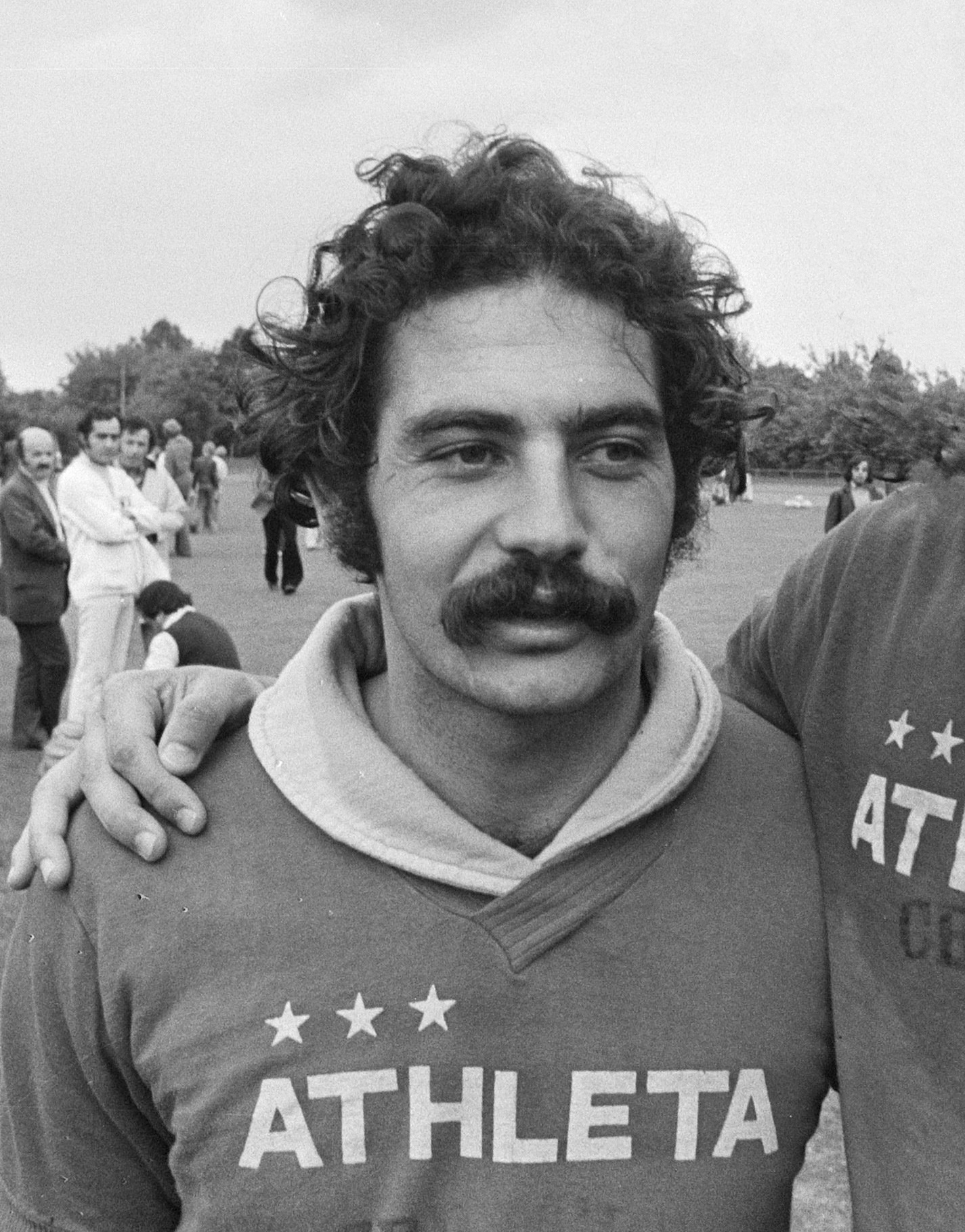
Roberto Rivelino

- 01. Januar: Roberto Rivelino, brasilianischer Fußballspieler
- 02. Januar: Philippe Dagoreau, französischer Automobilrennfahrer († 2022)
- 05. Januar: Giuseppe Materazzi, italienischer Fußballspieler und -trainer
- 07. Januar: Mike Wilds, britischer Automobilrennfahrer
- 10. Januar: Robert Gadocha, polnischer Fußballspieler
- 12. Januar: Sergei Tschetweruchin, sowjetisch-russischer Eiskunstläufer
- 13. Januar: Wolfgang Boos, deutscher Eishockeyspieler
- 19. Januar: Mauri Röppänen, finnischer Biathlet und Sportschütze
- 21. Januar: Johnny Oates, US-amerikanischer Baseballspieler († 2004)
- 23. Januar: Don Whittington, US-amerikanischer Automobilrennfahrer
- 31. Januar: Willi Seebauer, deutscher Fußballspieler

### Februar

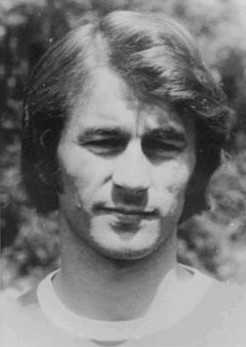
Harald Irmscher

- 03. Februar: Bruno Kneubühler, Schweizer Motorradrennfahrer
- 04. Februar: Sieglinde Ammann, Schweizer Weitspringerin, Diskuswerferin und Fünfkämpferin
- 05. Februar: Karl-Heinz Baumann, deutscher Fußballspieler
- 10. Februar: Dick Anderson, US-amerikanischer American-Football-Spieler
- 12. Februar: Harald Irmscher, deutscher Fußballspieler und -trainer
- 13. Februar: Artur Jorge, portugiesischer Fußballtrainer und Fußballspieler († 2024)
- 14. Februar: Timothy Fok, chinesischer Unternehmer und Sportfunktionär aus Hongkong
- 23. Februar: Anatoli Banischewski, sowjetischer Fußballspieler († 1997)
- 23. Februar: Alberto Colombo, italienischer Automobilrennfahrer († 2024)
- 24. Februar: Sergio Gori, italienischer Fußballspieler († 2023)
- 25. Februar: Jean Todt, französischer Automobilrennfahrer, Manager und Motorsportfunktionär

### März

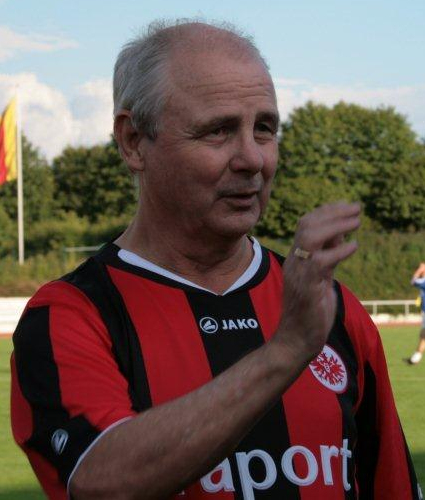
Bernd Hölzenbein

- 01. März: Elvin Bethea, US-amerikanischer American-Football-Spieler
- 01. März: Jan Kodeš, tschechischer Tennisspieler
- 03. März: Charles Asati, kenianischer Sprinter
- 04. März: Sławomir Rubin, polnischer Radrennfahrer († 2010)
- 08. März: Carl-Johan Bernhardt, schwedischer Tischtennisspieler († 2016)
- 09. März: Bernd Hölzenbein, deutscher Fußballspieler († 2024)
- 10. März: Hiroshi Fushida, japanischer Automobilrennfahrer
- 10. März: Gianni Giudici, italienischer Automobilrennfahrer
- 10. März: Robin Mitchell, fidschianischer Sportfunktionär
- 10. März: Jim Valvano, US-amerikanischer Basketballtrainer († 1993)
- 14. März: Zygmunt Anczok, polnischer Fußballspieler
- 14. März: Wes Unseld, US-amerikanischer Basketballspieler († 2020)
- 17. März: Lindsay Owen-Jones, britischer Manager und Automobilrennfahrer
- 18. März: Michel Leclère, französischer Automobilrennfahrer
- 19. März: Elliot Archilla, puerto-ricanischer Biathlet
- 20. März: Klaus Ackermann, deutscher Fußballspieler
- 24. März: Jean-Daniel Raulet, französischer Automobilrennfahrer
- 25. März: Johann Pirkner, österreichischer Fußballspieler († 2025)
- 26. März: Ljudmila Titowa, russische Eisschnellläuferin und Olympiasiegerin 1968
- 30. März: Reinhold Adelmann, deutscher Fußballspieler
- 31. März: Klaus Wolfermann, deutscher Leichtathlet († 2024)

### April
- 01. April: Iván Faragó, ungarischer Schachgroßmeister († 2022)

- 01. April: Arrigo Sacchi, italienischer Fußballspieler und -trainer
- 01. April: Manfred Stengl, österreichischer Rennrodler, Bobsportler und Motorradrennfahrer († 1992)
- 04. April: Lars-Göran Arwidson, schwedischer Biathlet
- 06. April: Giorgio Mariani, italienischer Fußballspieler († 2011)
- 07. April: Colette Besson, französische Leichtathletin und Olympiasiegerin († 2005)
- 15. April: Willi Neuberger, deutscher Fußballspieler
- 15. April: Friedrich Chlubna, österreichischer Schachproblemkomponist († 2005)
- 20. April: Fedor den Hertog, niederländischer Radrennfahrer und Olympiasieger († 2011)
- 21. April: László Horváth, ungarischer Pentathlet († 2025)
- 27. April: Franz Roth, deutscher Fußballspieler
- 27. April: Gerd Wiltfang, deutscher Springreiter († 1997)

### Mai
- 02. Mai: Dany Snobeck, französischer Automobilrennfahrer

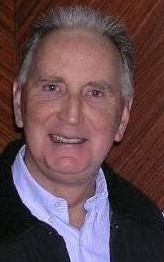
John Watson

- 04. Mai: John Watson, nordirischer Automobilrennfahrer
- 12. Mai: Gana Abba Kimet, tschadischer Leichtathlet
- 13. Mai: Jean Rondeau, französischer Automobilrennfahrer und Konstrukteur († 1985)
- 18. Mai: Ray Richards, australischer Fußballspieler und -trainer
- 18. Mai: Kenji Takahashi, japanischer Automobilrennfahrer († 2005)
- 20. Mai: Mario Guilloti, argentinischer Boxer († 2021)
- 20. Mai: Craig Patrick, US-amerikanischer Eishockeyspieler und -trainer
- 21. Mai: Erwin Kostedde, deutscher Fußballspieler
- 22. Mai: George Best, nordirischer Fußballspieler († 2005)
- 24. Mai: Ian Kirkpatrick, neuseeländischer Rugbyspieler
- 24. Mai: Thomas Nordahl, schwedischer Fußballspieler und -trainer
- 24. Mai: Irena Szewińska, polnische Leichtathletin († 2018)
- 25. Mai: Bill Adam, kanadischer Automobilrennfahrer
- 25. Mai: Antonis Antoniadis, griechischer Fußballspieler
- 25. Mai: Jean-Pierre Danguillaume, französischer Straßenradsportler
- 26. Mai: Henri Françillon, haitianischer Fußballtorhüter
- 27. Mai: John Williams, britischer Motorradrennfahrer († 1978)
- 29. Mai: Jean-Louis Capette, französischer Automobilrennfahrer († 2015)
- 29. Mai: Héctor Yazalde, argentinischer Fußballspieler († 1997)
- 30. Mai: Dragan Džajić, jugoslawischer Fußballspieler

### Juni
- 03. Juni: Yvette Fontaine, belgische Automobilrennfahrerin
- 05. Juni: Herbert Prügl, österreichischer Motorradrennfahrer († 2007)
- 06. Juni: Sherwood Stewart, US-amerikanischer Tennisspieler
- 07. Juni: Manfred Ritschel, deutscher Fußballspieler
- 08. Juni: Anatoli Amelin, russischer Tischtennisspieler
- 08. Juni: Eiji Morioka, japanischer Boxer († 2004)
- 11. Juni: Francisco Castrejón, mexikanischer Fußballtorhüter und Torhütertrainer
- 15. Juni: Antonio Roldán, mexikanischer Boxer und Olympiasieger im Federgewicht von 1968
- 16. Juni: Rick Adelman, US-amerikanischer Basketballtrainer
- 18. Juni: Fabio Capello, italienischer Fußballspieler und -trainer
- 21. Juni: Rob Dyson, US-amerikanischer Automobilrennfahrer und Rennstallbesitzer
- 21. Juni: Zbigniew Kaczmarek, polnisch-deutscher Gewichtheber († 2023)

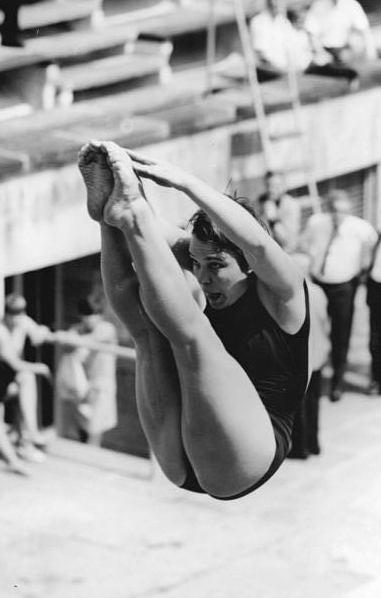
Tamara Safonowa

- 24. Juni: Tamara Safonowa, russisch-sowjetische Wasserspringerin
- 25. Juni: Henk van Kessel, niederländischer Motorradrennfahrer
- 25. Juni: Ulrik le Fevre, dänischer Fußballspieler († 2024)
- 29. Juni: Peter Anders, deutscher Fußballspieler

### Juli
- 01. Juli: Clark Matis, US-amerikanischer Skilangläufer
- 04. Juli: Ado, brasilianischer Fußballtorhüter
- 04. Juli: Skeeter McKitterick, US-amerikanischer Automobilrennfahrer
- 05. Juli: Giuseppe Furino, italienischer Fußballspieler
- 06. Juli: Bernard Chenevière, Schweizer Automobilrennfahrer
- 06. Juli: Gina Hathorn, britische Skirennläuferin
- 09. Juli: Dudley Wood, britischer Automobilrennfahrer
- 10. Juli: Jacques Heuclin, französischer Politiker und Automobilrennfahrer († 2007)
- 10. Juli: Jean-Pierre Jarier, französischer Automobilrennfahrer
- 11. Juli: Roland Bassaler, französischer Automobilrennfahrer
- 11. Juli: Volker Harbs, deutscher Handballspieler
- 12. Juli: Ricardo-Horacio Neumann, argentinischer Fußballspieler († 2008)
- 15. Juli: Dieter Herzog, deutscher Fußballspieler
- 16. Juli: Wladimir Astapowski, sowjetischer Fußballtorwart († 2012)
- 16. Juli: John Hollins, englischer Fußballspieler und -trainer († 2023)
- 16. Juli: Ron Yary, US-amerikanischer American-Football-Spieler
- 17. Juli: Eric Leman, belgischer Radrennfahrer
- 19. Juli: Ilie Năstase, rumänischer Tennisspieler
- 20. Juli: Wladimir Wikulow, sowjetisch-russischer Eishockeyspieler und Olympiasieger († 2013)
- 21. Juli: Jüri Tarmak, sowjetischer Leichtathlet († 2022)
- 23. Juli: Johann Ettmayer, österreichischer Fußballspieler († 2023)
- 23. Juli: Kenper Miller, US-amerikanischer Automobilrennfahrer und Rennstallbesitzer
- 24. Juli: Andreas Kunz, deutscher Nordischer Kombinierer († 2022)
- 26. Juli: Walentin Gawrilow, russischer Hochspringer († 2003)
- 26. Juli: Christian Rudzki, argentinischer Fußballspieler († 2024)
- 28. Juli: Marty Hinze, US-amerikanischer Automobilrennfahrer und Drogenhändler
- 28. Juli: Alexander Saprykin, sowjetischer Volleyballspieler († 2021)
- 29. Juli: Stig Blomqvist, schwedischer Rallyefahrer
- 30. Juli: Ferdinand Keller, deutscher Fußballspieler († 2023)
- 31. Juli: Jürgen Gröbler, deutscher Rudertrainer

### August
- 08. August: Michel Lateste, französischer Automobilrennfahrer
- 08. August: Dragutin Šurbek, kroatischer Tischtennisspieler († 2018)
- 10. August: Sergio Mariotti, italienischer Schachspieler
- 10. August: Hans Joachim Teichler, deutscher Sportwissenschaftler
- 18. August: Jürgen Schiller, deutscher Schwimmer
- 19. August: Willi Lemke, deutscher Fußball-Funktionär und Politiker († 2024)

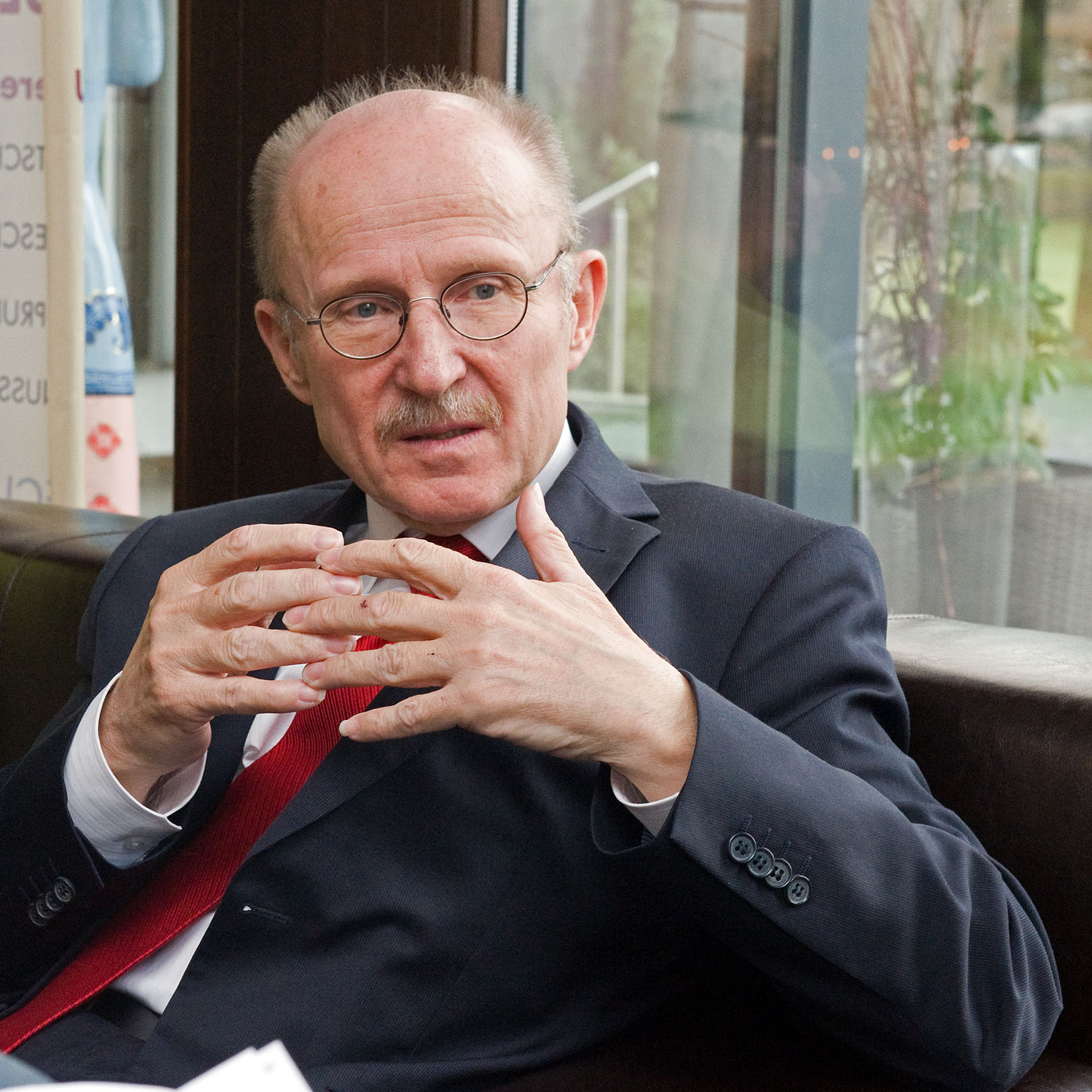
Willi Lemke

- 19. August: Soja Rudnowa, russisch-sowjetische Tischtennisspielerin († 2014)
- 24. August: Vic Akers, englischer Fußballtrainer
- 24. August: Manfred Zapf, deutscher Fußballspieler Manfred Zapf

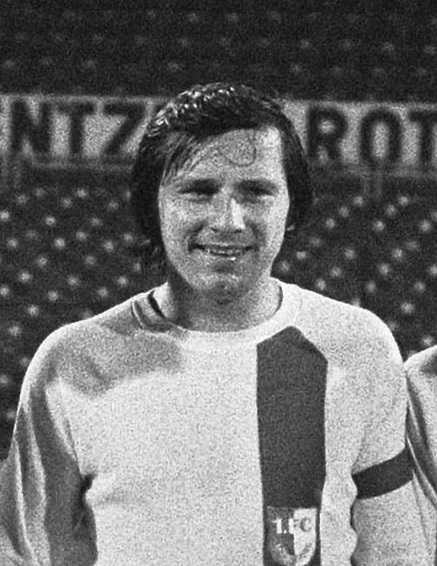
Manfred Zapf

- 25. August: Charlie Sanders, US-amerikanischer American-Football-Spieler († 2015)
- 26. August: Albert Dufréne, französischer Automobilrennfahrer und Unternehmer
- 28. August: Anders Gärderud, schwedischer Leichtathlet und Olympiasieger
- 29. August: Bob Beamon, US-amerikanischer Leichtathlet
- 30. August: Walerian Sokolow, russisch-sowjetischer Boxer und Olympiasieger
- 31. August: Wladimir Schmeljow, sowjetischer Pentathlet († 2023)

### September

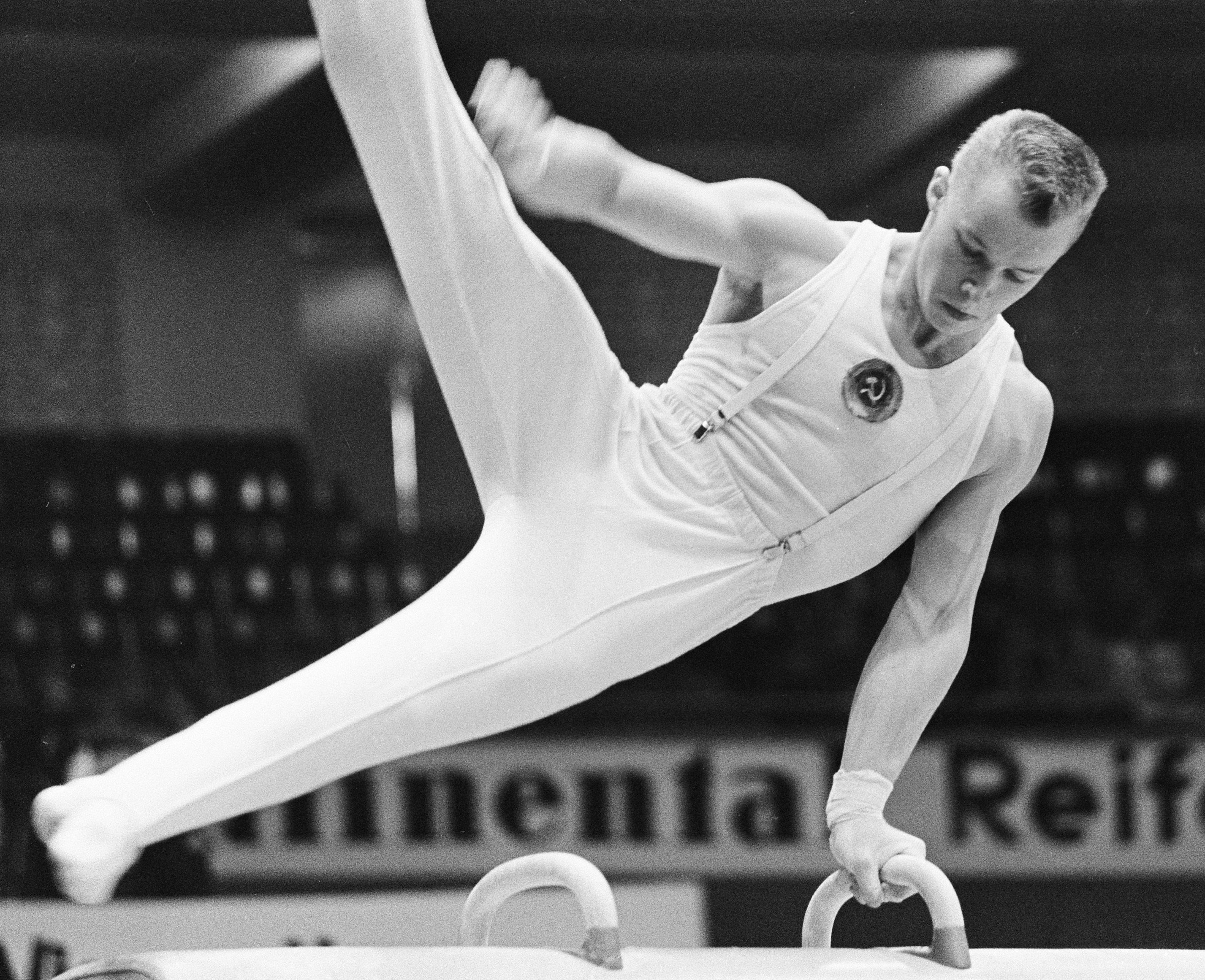
Waleri Karassjow

- 01. September: Erich Schärer, Schweizer Bobfahrer
- 03. September: Brian Ashton, englischer Rugby-Union-Spieler und -Trainer
- 03. September: René Pijnen, niederländischer Radrennfahrer
- 10. September: Jim Hines, US-amerikanischer Sprinter und Olympiasieger († 2023)
- 23. September: Enrico Catuzzi, italienischer Fußballspieler und -trainer († 2006)
- 23. September: Waleri Karassjow, russisch-sowjetischer Kunstturner
- 24. September: Joe Greene, US-amerikanischer American-Football-Spieler
- 25. September: Bishan Singh Bedi, indischer Cricketspieler († 2023)
- 28. September: Jean-Claude Ferrarin, französischer Automobilrennfahrer
- 30. September: Jochen Mass, deutscher Automobilrennfahrer († 2025)

### Oktober

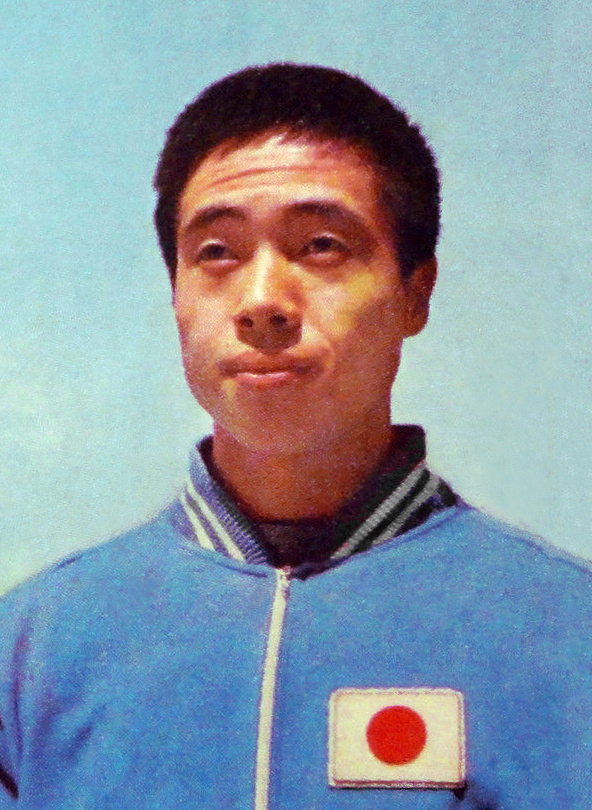
Sawao Katō

- 05. Oktober: Kjell Johansson, schwedischer Tischtennisspieler († 2011)
- 07. Oktober: Valeria Bufanu, rumänische Leichtathletin
- 08. Oktober: Alexander Gorschkow, russischer Eiskunstläufer († 2022)
- 08. Oktober: Lennox Miller, jamaikanischer Leichtathlet († 2004)
- 11. Oktober: Sawao Katō, japanischer Kunstturner
- 11. Oktober: Jiří Kochta, tschechischer Eishockeyspieler und -trainer († 2025)
- 16. Oktober: Roger Dubos, französischer Automobilrennfahrer († 1973)
- 17. Oktober: Enzo Coloni, italienischer Automobilrennfahrer und Rennstallbesitzer
- 17. Oktober: Bob Seagren, US-amerikanischer Leichtathlet
- 19. Oktober: Jürgen Croy, deutscher Fußballspieler
- 20. Oktober: Lucien Van Impe, belgischer Radrennfahrer
- 24. Oktober: Everett Dunklee, US-amerikanischer Skilangläufer
- 24. Oktober: Kristina Richter, deutsche Handballspielerin
- 24. Oktober: Thorkild Thyrring, dänischer Automobilrennfahrer
- 25. Oktober: Elías Figueroa, chilenischer Fußballspieler

### November
- 01. November: Jean-Paul Villain, französischer Leichtathlet
- 06. November: Dieter Zembski, deutscher Fußballspieler
- 06. November: Hannelore Zober, deutsche Handballspielerin
- 11. November: Al Holbert, US-amerikanischer Automobilrennfahrer († 1988)
- 11. November: Michele Maffei, italienischer Säbelfechter
- 11. November: Folkert Meeuw, deutscher Schwimmer
- 11. November: Ulrich Schulz, deutscher Fußballspieler und -trainer († 2019)
- 16. November: Wolfgang Kleff, deutscher Fußballspieler
- 16. November: Ole Olsen, dänischer Bahnsportler
- 20. November: Bob Murdoch, kanadischer Eishockeyspieler, -trainer und -scout († 2023)
- 20. November: James Donald Murray, US-amerikanischer Rennrodler
- 21. November: Helmut Bergfelder, deutscher Fußballspieler
- 21. November: Peter Mücke, deutscher Automobilrennfahrer
- 23. November: Ludwig Bründl, deutscher Fußballspieler
- 26. November: Art Shell, US-amerikanischer American-Football-Spieler und -Trainer
- 28. November: Walter Eichenberger, Schweizer Fußballtorhüter
- 29. November: Franz Merkhoffer, deutscher Fußballspieler

### Dezember
- 01. Dezember: Tunç Hamarat, österreichischer Schachspieler türkischer Herkunft
- 02. Dezember: Hans-Jürgen Veil, deutscher Ringer
- 02. Dezember: John Sheldon, britischer Automobilrennfahrer
- 02. Dezember: Franz Wurz, österreichischer Automobilrennfahrer
- 03. Dezember: Joop Zoetemelk, niederländischer Radrennfahrer
- 05. Dezember: Sarel van der Merwe, südafrikanischer Automobilrennfahrer
- 06. Dezember: Salif Keïta, malischer Fußballspieler und -funktionär († 2023)
- 09. Dezember: Erich Beer, deutscher Fußballspieler Erich Beer

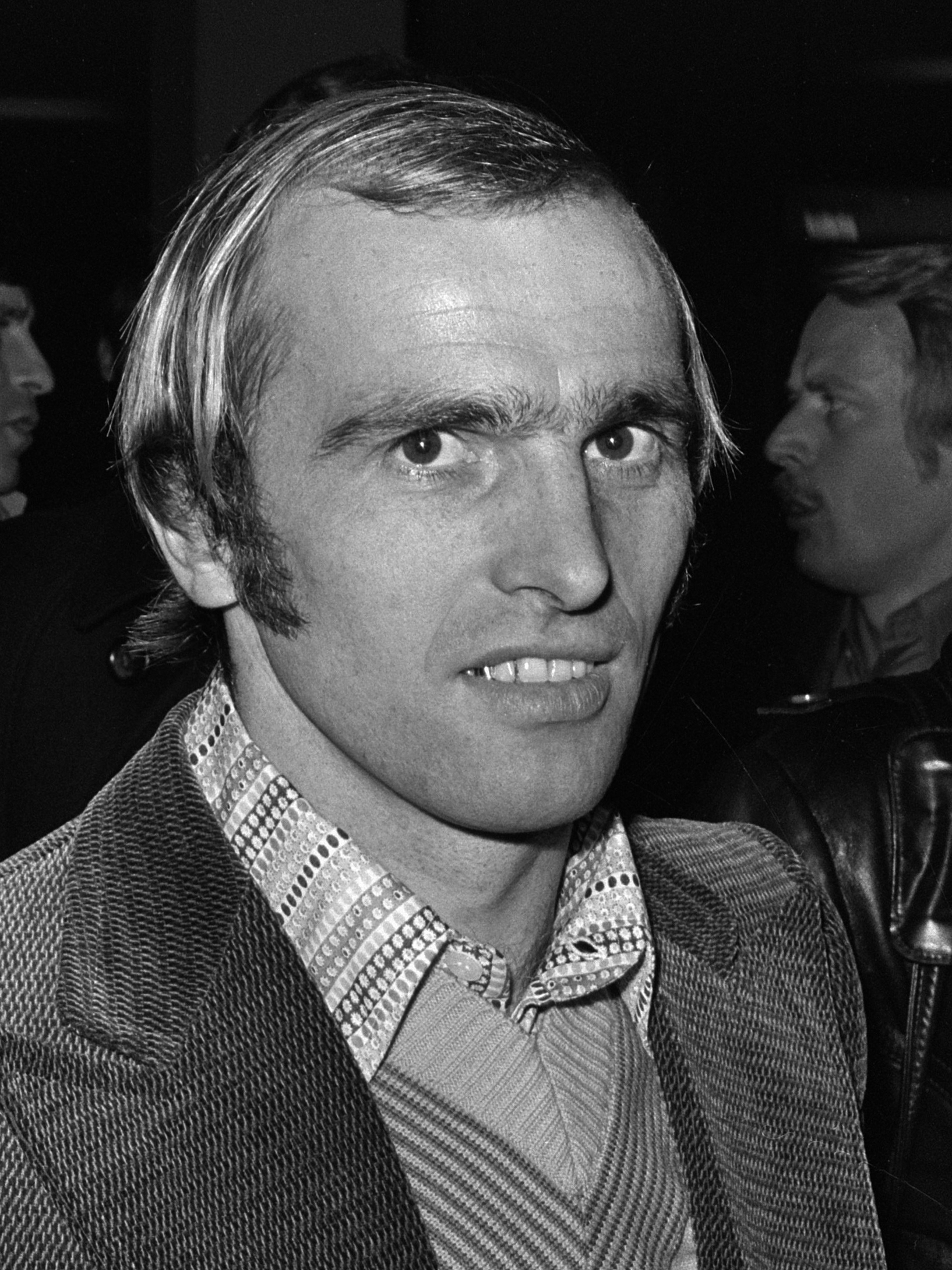
Erich Beer

- 09. Dezember: Mervyn Davies, walisischer Rugbyspieler († 2012)
- 12. Dezember: Víctor Manuel González, chilenischer Fußballspieler und -trainer
- 12. Dezember: Renzo Zorzi, italienischer Automobilrennfahrer († 2015)
- 13. Dezember: Pierino Prati, italienischer Fußballspieler und -trainer († 2020)
- 14. Dezember: Ruth Fuchs, deutsche Sportlerin und Politikerin († 2023)
- 14. Dezember: Peter Lorimer, schottischer Fußballspieler († 2021)
- 14. Dezember: Stan Smith, US-amerikanischer Tennisspieler
- 15. Dezember: Klaus-Hinrich Müller, deutscher Fußballtorhüter
- 15. Dezember: Comunardo Niccolai, italienischer Fußballspieler und -trainer
- 16. Dezember: Ernst Hack, österreichischer Ringer († 1986)
- 16. Dezember: Roland Sandberg, schwedischer Fußballspieler
- 19. Dezember: Werner Pfirter, Schweizer Motorradrennfahrer († 1973)
- 25. Dezember: Reinhard Rauball, deutscher Jurist und Sportfunktionär
- 29. Dezember: Syed Shahid Ali, pakistanischer Sportfunktionär
- 30. Dezember: Gerry Neef, deutscher Fußballspieler († 2010)
- 30. Dezember: Bernhard Oberle, deutscher Fußballspieler († 2022)
- 30. Dezember: Berti Vogts, deutscher Fußballspieler und -trainer Berti Vogts

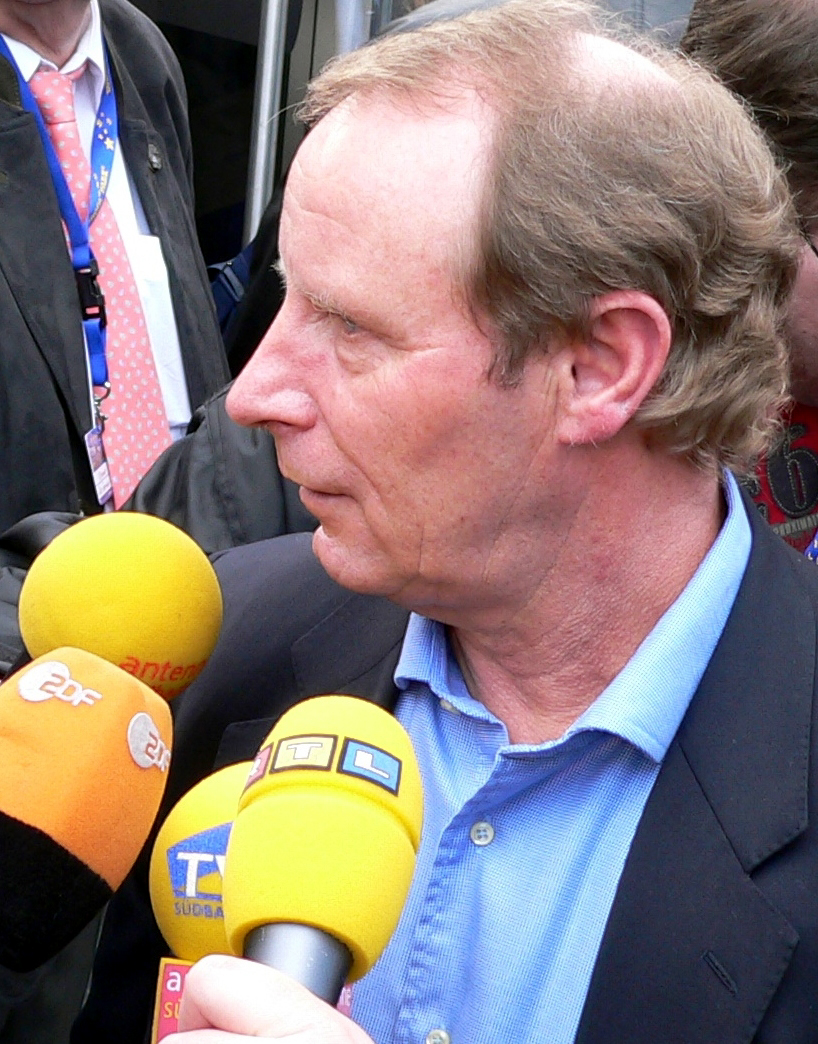
Berti Vogts

- 31. Dezember: Werner Adler, deutscher Fußballspieler
- 31. Dezember: Ljudmila Pachomowa, sowjetisch-russische Eiskunstläuferin und Olympiasiegerin († 1986)

### Datum unbekannt
- Ole Arntzen, norwegischer Skispringer, Skisprungtrainer und -funktionär († 2013)
- Ahmed Faras, marokkanischer Fußballspieler († 2025)
- Mary Scotvold, US-amerikanische Eiskunstläuferin und -trainerin

## Gestorben

### Januar
- 02. Januar: Patrick Quinn, irischer Kugelstoßer und Diskuswerfer (* 1885)
- 22. Januar: Allan Lard, US-amerikanischer Golfspieler (* 1866)
- 23. Januar: Oreste Muzzi, italienischer Schwimmer (* 1887)
- 23. Januar: Gabriel Poix, französischer Ruderer (* 1888)
- 24. Januar: John Adam, britischer Segler (* 1875)

### Februar
- 01. Februar: Eugène Choisel, französischer Hürdenläufer und Weitspringer (* 1881)
- 06. Februar: George Blake, australischer Mittel- und Langstreckenläufer (* 1878)
- 14. Februar: Hans Nickel, deutscher Ruderer (* 1907)
- 15. Februar: Cornelius Johnson, US-amerikanischer Leichtathlet (* 1913)
- 16. Februar: Carlos de Candamo, peruanischer Fechter, Rugby- und Tennisspieler (* 1871)
- 16. Februar: Edgar Syers, britischer Eiskunstläufer (* 1863)
- 18. Februar: Fred Auckenthaler, schweizerischer Eishockeyspieler (* 1899)
- 20. Februar: James Spence, britischer Segler (* 1875)
- 24. Februar: René Le Bègue, französischer Automobilrennfahrer (* 1914)
- 25. Februar: René Le Grevès, französischer Radsportler (* 1910)
- 26. Februar: Emil Voigt, US-amerikanischer Turner (* 1879)
- 27. Februar: Franc Palme, jugoslawischer Skispringer (* 1914)
- 27. Februar: James Parke, irischer Tennis-, Rugby- und Golfspieler (* 1881)
- 00. Februar: Otto Faist, deutscher Leichtathlet und Fußballtrainer (* 1903)

### März
- 03. März: Pauline Iselin, US-amerikanische Golfspielerin (* 1876)
- 07. März: Fritz Nicolai, deutscher Wasserspringer (* 1879)
- 14. März: Pantelis Karasevdas, griechischer Schießsportler (* 1877)
- 14. März: Reg Thomas, britischer Leichtathlet (* 1907)
- 17. März: William Merz, US-amerikanischer Turner und Leichtathlet (* 1878)
- 19. März: Louis Vernet, französischer Bogenschütze (* 1870)
- 23. März: Ingolf Davidsen, norwegischer Turner (* 1893)
- 23. März: Juan Píriz, uruguayischer Fußballspieler (* 1902)
- 24. März: Alexander Aljechin, russisch-französischer Schachweltmeister (* 1892)
- 24. März: Christian Jebe, norwegischer Segler (* 1876)
- 24. März: Carl Schuhmann, deutscher Sportler (* 1869)
- 26. März: Sven-Olof Lundgren, schwedischer Skispringer (* 1908)

### April
- 12. April: Takeuchi Teizō, japanischer Fußballspieler (* 1908)
- 17. April: Alexandru Papană, rumänischer Bobfahrer (* 1906)
- 18. April: Aribert Heymann, deutscher Hockeyspieler (* 1898)
- 20. April: George Cloutier, kanadischer Lacrossespieler (* 1876)

### Mai
- 13. Mai: Kaarlo Ekholm, finnischer Turner (* 1884)
- 20. Mai: Martin Kargl, österreichischer Fußballspieler (* 1912)
- 28. Mai: João Sassetti, portugiesischer Degenfechter (* 1892)

### Juni
- 02. Juni: Élie Bourgois, französischer Turner (* 1881)
- 07. Juni: Ted Mellors, britischer Motorradrennfahrer (* 1907)
- 10. Juni: Leslie Burton, britischer Hürdenläufer (* 1882)
- 12. Juni: Émile Bouchès, französischer Turner (* 1896)
- 14. Juni: Kristian Hellström, schwedischer Mittel- und Langstreckenläufer (* 1880)
- 16. Juni: Harald Wallin, schwedischer Segler (* 1887)
- 17. Juni: Joe Dawson, US-amerikanischer Automobilrennfahrer (* 1889)
- 24. Juni: Charles Karle, US-amerikanischer Ruderer (* 1898)
- 25. Juni: Heinrich Siebenhaar, deutscher Kunstturner (* 1883)
- 25. Juni: John Coard Taylor, US-amerikanischer Leichtathlet (* 1901)
- 30. Juni: Donato Pavesi, italienischer Leichtathlet (* 1888)

### Juli
- 01. Juli: Frederick Koolhoven, niederländischer Automobilrennfahrer, Flugzeugkonstrukteur und Unternehmer (* 1886)
- 18. Juli: Gilbert de Rudder, Pseudonym Grizzly, belgischer Motorradrennfahrer (* 1911)
- 20. Juli: Gunnar Sundman, schwedischer Schwimmer (* 1893)
- 25. Juli: Joseph Krämer, deutscher Leichtathlet, Tauzieher und Turner (* 1879)
- 28. Juli: Robert Mazaud, französischer Rennfahrer (* 1906)

### August
- 03. August: Francis Newton, US-amerikanischer Golfspieler (* 1874)
- 06. August: Benny Lynch, britischer Boxer (* 1913)
- 07. August: George Wilkinson, britischer Schwimmer und Wasserballspieler (* 1879)
- 10. August: Richard Ludwig, deutscher Rugbyspieler und Leichtathlet (* 1877)
- 11. August: Walter Hamelehle, deutscher Motorradrennfahrer (* 1912)
- 18. August: Nils Georg Åberg, schwedischer Weit- und Dreispringer (* 1893)

### September
- 07. September: Robert LeRoy, US-amerikanischer Tennisspieler (* 1885)
- 09. September: Einar Torgersen, norwegischer Segler (* 1886)
- 10. September: Olivér Halassy, ungarischer Schwimmer und Wasserballspieler (* 1909)
- 13. September: Petter Larsen, norwegischer Segler (* 1890)
- 14. September: Grete Neumann, österreichische Leichtathletin (* 1912)
- 23. September: Willi Steputat, deutscher Ringer und Sportfunktionär (* 1888)
- 28. September: Henry Lindblad, schwedischer Leichtathlet (* 1906)
- 000September: Carlo Gourlaouen, Schweizer Skisportler (* 1899)

### Oktober
- 04. Oktober: Barney Oldfield, US-amerikanischer Automobilrennfahrer (* 1878)
- 09. Oktober: Frank Castleman, US-amerikanischer Leichtathlet (* 1877)
- 13. Oktober: Alex Grant, kanadischer Mittel- und Langstreckenläufer (* 1874)
- 13. Oktober: Ole Sæther, norwegischer Sportschütze (* 1870)
- 22. Oktober: Homer Ledbetter, US-amerikanischer American-Football-Spieler (* 1910)
- 24. Oktober: Thomas McMeekin, britischer Segler (* 1866)

### November
- 05. November: Thomas Scott-Ellis, britischer Motorbootfahrer und Fechter (* 1880)
- 07. November: Louis Otten, niederländischer Fußballspieler und Mediziner (* 1883)
- 10. November: Louis Zutter, Schweizer Turner (* 1865)
- 11. November: Egill Reimers, norwegischer Segler (* 1878)
- 11. November: William Ward, britischer Segler (* 1877)
- 12. November: Albert Bond Lambert, US-amerikanischer Golfspieler (* 1875)
- 12. November: Edwin Mills, britischer Tauzieher (* 1878)
- 13. November: Edmund Thormählen, schwedischer Segler (* 1865)
- 18. November: Ludwig Weinacht, deutscher Ruderer (* 1888)
- 22. November: Burt McKinnie, US-amerikanischer Golfspieler (* 1879)
- 25. November: Robert Huber, finnischer Sportschütze (* 1878)

### Dezember
- 04. Dezember: Eino Saastamoinen, finnischer Turner (* 1887)
- 07. Dezember: Georges Malfait, französischer Leichtathlet (* 1878)
- 20. Dezember: Henry Burr, britischer Sportschütze (* 1872)
- 23. Dezember: Rinaldo Barlassina, italienischer Fußballschiedsrichter (* 1898)
- 23. Dezember: Frank Lukeman, kanadischer Leichtathlet (* 1885)
- 24. Dezember: George Schiller, US-amerikanischer Leichtathlet (* 1900)
- 26. Dezember: Franjo Bučar, kroatischer Schriftsteller und Sportfunktionär; Vater des olympischen Sports in Kroatien (* 1866)
- 30. Dezember: William Bartlett, US-amerikanischer Leichtathlet (* 1896)